# Elecciones parlamentarias de Finlandia de 2011
Las elecciones parlamentarias de Finlandia de 2011 se celebraron el 17 de abril y dieron la victoria al Partido de Coalición Nacional de Jyrki Katainen, quien fue nombrado primer ministro. Fue posible la votación anticipada en Finlandia del 6 al 12 de abril y en el extranjero del 6 al 9 de abril. Con estas elecciones, se eligen los 200 representantes del Parlamento finlandés.

## Elecciones parlamentarias
En la elección de 2011 han participado 17 partidos registrados, 3 listas comunes y 12 asociaciones de electores, para un total de 2.315 candidatos. 
El porcentual de los votantes anticipados fue del 31,2%, levemente superior al 29% en 2007.
La afluencia total a las urnas fue del 70,4%, también en aumento respecto al 67,9% del 2007, pero siempre inferior respecto al máximo más alcanzado en las elecciones parlamentarias finlandesas, el 85,1% del 1962.  

Las elecciones parlamentarias tienen lugar cada cuatro años; en ellas se eligen 200 diputados que deciden sobre asuntos de interés nacional. Las elecciones parlamentarias del año 2011 serán el día domingo 17 de abril de los corrientes.

Misiones del Parlamento
El mandato de mayor importancia del Parlamento es establecer las leyes que regulan la convivencia en sociedad, así como decidir el presupuesto estatal con el que se prevén los gastos e ingresos públicos del año subsiguiente. Además, corresponde al Parlamento controlar el quehacer económico del Estado.

El Parlamento también elige el jefe de gobierno (primer ministro) y fiscaliza la gestión gubernamental. Asimismo, decide la postura que adoptará Finlandia ante un gran número de asuntos de la Unión Europea.
Ministerio de Justicia de Finlandia

## Resultados electorales
| Listas | Listas                               | Votos     | %    | +/- % (2007) | Asientos | +/- (2007) |
| ------ | ------------------------------------ | --------- | ---- | ------------ | -------- | ---------- |
|        | Coalición Nacional                   | 599.138   | 20,4 | -1,9         | 44       | -6         |
|        | Partido Socialdemócrata de Finlandia | 561.558   | 19,1 | -2,3         | 42       | -3         |
|        | Verdaderos Finlandeses               | 560.075   | 19,1 | +15,0        | 39       | +34        |
|        | Partido del Centro                   | 463.266   | 15,8 | -7,3         | 35       | -16        |
|        | Alianza de la Izquierda              | 239.039   | 8,1  | -0,7         | 14       | -3         |
|        | Liga Verde                           | 213.172   | 7,3  | -1,2         | 10       | -5         |
|        | Partido Popular Sueco                | 125.785   | 4,3  | -0,3         | 9        | 0          |
|        | Demócrata Cristianos                 | 118.453   | 4,0  | -0,8         | 6        | -1         |
|        | Otros                                | 59.085    | 2,0  |              | 1        | 0          |
| Total  | Total                                | 2.939.571 | 100  | -            | 200      | -          |